# Rat za Chaco
Rat za Chaco (španjolski: Guerra del Chaco) bio je rat između Bolivije i Paragvaja (1932. – 1935.), zbog kontrole nad sjevernim dijelom regije Gran Chaco, za koju se smatralo, da je bogata naftom.
Također se spominje i kao "rat žednih" (španjolski: La Guerra de la Sed), jer su se borbe odvijale u polusušnom području Chacoa. 
Rat je bio najkrvaviji vojni sukob u Južnoj Americi tijekom 20. stoljeća. Sukobile su se dvije zemlje Južne Amerike, koje su prethodno izgubile teritorije u ratovima tijekom 19. stoljeća. Tijekom rata, obje zemlje suočavale su se s poteškoće u opskrbi svojih vojski, jer su kontinentalne zemlje pa njihova vanjska trgovina i kupnja oružja ovisi o spremnosti susjednih zemalja, da im pomognu. Bolivija je uz to imala i loše ceste. 
Premda je Bolivija imala unosan prihod od rudarstva i bolje opremljenu i veću vojsku od Paragvaja, ipak je rat otišao u korist Paragvaja, koji je do kraja rata kontrolirao većinu spornih područja, te je na kraju dobio i dvije trećine spornih teritorija u mirovnim ugovorima.